# Palazzo ISVEIMER

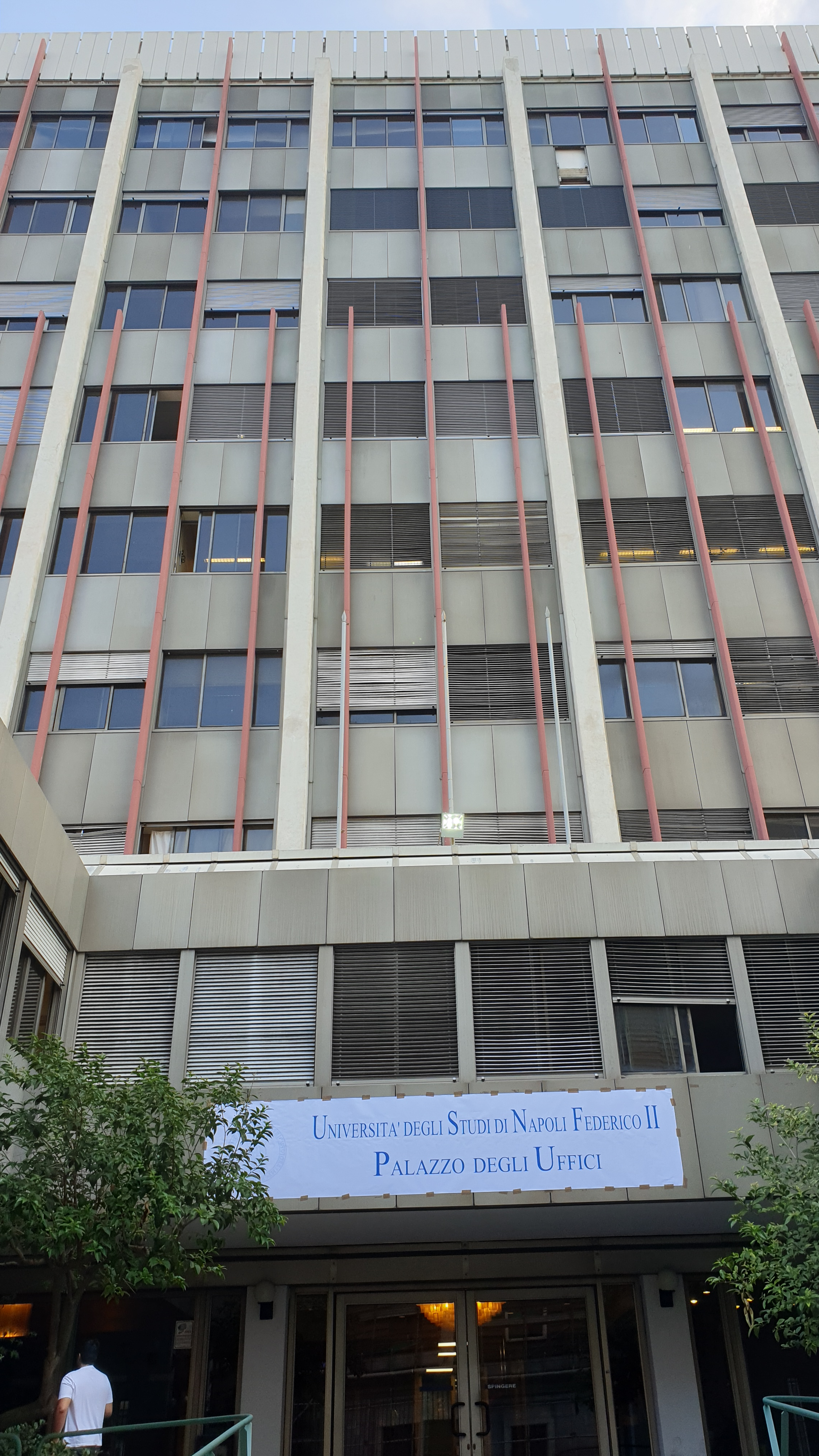
Palazzo ISVEIMER in Neapel

Der Palazzo ISVEIMER ist ein Palast aus den 1970er-Jahren im Viertel Porto in Neapel in der italienischen Region Kampanien. Er liegt an der Via Giulio Cesare Cortese, 29 in der Nähe der Chiesa di Portosalvo. Dort ist das Sekretariat der humanistischen Fakultät der Universität Neapel Federico II untergebracht.

## Geschichte
Das Gebäude wurde im Auftrag der ISVEIMER-(Istituto per lo Sviluppo Economico dell'Italia Meridionale; dt.: Institut für die wirtschaftliche Entwicklung des südlichen Italien)-Gesellschaft in dem Bereich, der vom detaillierten Plan der Via Marina betroffen ist, den Luigi Cosenza entworfen hat, erbaut. Es wurde in den Jahren 1969–1970 und 1972 projektiert, und zwar vom Architekten Luigi Moretti. Später erwarb es die Universität Neapel Federico II; es heißt umgangssprachlich „Palazzo degli Uffici“.

## Beschreibung
Der Komplex bedeckt einen rechteckigen Block zwischen der Via de Gasperi, der Via dei Chiavettieri und der Via Giulio Cesare Cortese; die vierte Seite bildet ein angrenzendes Gebäude über ein kleines Sträßchen. Das Gebäude kennzeichnet ein Stahlbetonkorsett, das an der Via de Gasperi und der Via Giulio Cesare Cortese den Baukörper mit einschließt.
Der Baukörper, dessen Eingang sich in der Via Giulio Cesare Cortese befindet, besteht aus zwei unterschiedlichen Teilen: ein tellerförmiger mit kleinem Innenhof in derselben Höhe wie das Korsett und darüber ein Turmbau. Das Gebäude besteht aus Stahlbeton, der mit Leichtbaufertigteilen und gefärbtem Stahl verkleidet ist.